# Posocznica u ryb

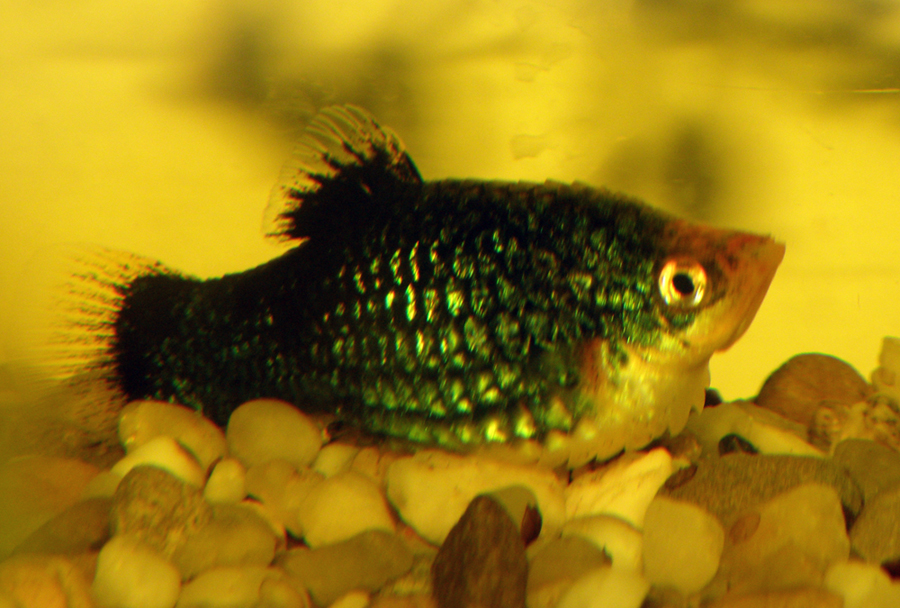
Mieczyk Hellera chory na posocznicę, widoczne charakterystyczne odstające łuski

Posocznica, „puchlina wodna” – choroba ryb akwariowych wywoływana przez bakterie Pseudomonas punctata, znajdujące się we wszystkich rodzajach wód, najczęściej występujące jednak w gospodarstwach hodowlanych. Choroba ta spotykana jest również w hodowli akwarystycznej.

## Opis i przyczyny
W 1971 roku wyizolowano wirusa posocznicy na dwie jednostki chorobowe: bakteryjną i wirusową.
Wywołuje ją wirus powodujący wiremię wiosenną i bakterie z rodzaju Aeromonas hydrophila wywołujące erytrodermatozę (erytrodermatitis).
Choroba ta nie jest chorobą częstą. Najczęściej występuje w gospodarstwach stawowych oraz w oczkach wodnych.
W hodowli ryb i przy wadliwie prowadzonych zabiegach zdarza się to dość często. Chęć szybkiego doprowadzenia do „wyrośnięcia” ryby doprowadza do jej przekarmienia i otłuszczenia, powodującego otłuszczenie się wątroby.
Bakterie atakują najczęściej narządy wewnętrzne ryb, głównie układu krążenia.
Odporność takiej ryby zostaje znacznie osłabiona. Pojawiać się zaczynają stany zapalne. Płyny ustrojowe wyciekają i gromadzą się w jamie ciała.
Na tę chorobę zapadają tylko ryby osłabione bądź stare. Szczególnie narażone są ryby labiryntowe.

## Objawy
Ryby stają się blade, apatyczne, mają rozdęty brzuch, najczęściej przebywają na dnie akwarium, między roślinami. Oczy ryby są wyłupiaste, brak innych objawów (brak ropni i guzków). Na skórze widoczne rozjaśnienia, mogą występować płaskie bąble pod skórą. Łuski są odstające, niekiedy uszkodzone. Pokrywy skrzelowe są u niej odstające, niekiedy występuje ich zmatowienie. Jamę brzuszną wypełnia ciecz wskutek czego całe ciało ma rozdęte. Nitkowate odchody, w okolicy odbytu pojawia się niekiedy zaczerwienienie. W bardzo zaawansowanym stanie może pojawić się deformacja układu kostnego.
U narybku można zaobserwować rozdęcie pęcherzyka żółtkowego.

## Leczenie
Zakażone (zaawansowane stadium choroby) ryby należy uśmiercić. W przypadku bardzo wartościowych gatunków ryb można spróbować leczyć poprzez zastosowanie długotrwałej kąpieli:
- auromycyna (chlorocyklina) – 1,3 g/100 dm³ wody lub
- chloromycetyna (detromycyna) – 5 g/100 dm³ (roztwór preparatu do odkażania MFC).
- penicylinie krystalicznej 600000jedn./100 dm³ wody
- streptomycynie krystalicznej 600000jedn./100 dm³ wody
- Metronidazolu (0,5 g na 50 l wody).

Uwaga: produkty rozkładu niektórych z tych leków mogą dawać silny i nieprzyjemny zapach.
Całe akwarium, w którym przebywały zakażone ryby, dezynfekujemy w :
- roztworze rivanolu (1 g/500 dm³ wody) lub
- 1-1,5 g soli kuchennej/ 100 dm³ wody lub
- zieleni malachitowej 0,005 g /100 dm³ wody lub też
- wody utlenionej 3 cm³ /10 dm³ wody.
- Aqualkal 10ml na 100l

- - chloramina (1 g/100 dm³ wody) (jeśli w akwarium nie ma ryb!)

## Profilaktyka
- Zapewnić optymalne warunki życia ryb.
- Unikać przekarmienia, zwłaszcza tłustymi pokarmami (np. wazonkowcami) oraz podawania jednostajnego pokarmu.
- Unikać sadzenia roślin i ustawiania osprzętu z niepewnego źródła bez kwarantanny.
- W skrajnych przypadkach, gdy ginie cała obsada zbiornika (akwarium, stawu lub oczka wodnego) należy odkazić dekoracje i cały osprzęt, a roślinność zniszczyć.